# Кушчјовскаја
Кушчјовскаја (рус. Кущёвская) насељено је место руралног типа (станица) на југозападу европског дела Руске Федерације. Налази се на северу Краснодарске Покрајине и административно припада њеном Кушчјовском рејону чији је уједно и административни центар.
Према статистичким подацима Националне статистичке службе Русије за 2010. у насељу је живело 28.362 становника.
Јужно од насеља налази се школски војни аеродром.

## Географија
Станица Кушчјовскаја се налази у северном делу Краснодарског краја на око 195 км северно од града Краснодара, односно на око 80 км југоисточно од Ростова на Дону. Лежи у ниској и доста мочварној Кубањско-приазовској низији, на месту где се у реку Јеју улива њена највећа притока Кугојеја.

## Историја
Село Кушчјовско основано је 1794. године као једно од првих 40 козачких насеља на Кубану. Неких пола века на овом подручју су на иницијативу императора Александра III насељени јеврејски имигранти који су расељени из западних делова Империје, али уз услов да приме хришћанску веру. Све до 1924. станица се налазила у границама Јејског одела Кубањске области.
Током Другог светског рата на подручју станице Кушчјовскаја водиле су се тешке борбе између локалних козачких одреда и немачких окупатора.

## Демографија
Према подацима са пописа становништва 2010. у селу је живело 28.362 становника и Кушчјовка је тако била једно од већих села Руске Федерације.
| 1939.  | 1959.  | 1970. | 1979.  | 1989.  | 2002.  | 2010.  |
| ------ | ------ | ----- | ------ | ------ | ------ | ------ |
| 12.862 | 16.191 | —     | 24.627 | 26.300 | 29.533 | 28.362 |